# Acacia alleniana
Acacia alleniana é uma espécie de leguminosa do gênero Acacia, pertencente à família Fabaceae.